# Фудбалска репрезентација Бенина
Фудбалска репрезентација Бенина (фр. Équipe du Bénin de football) национални је фудбалски тим који представља државу Бенин на међународној сцени. Делује под ингеренцијом Фудбалског савеза Бенина који је пуноправни члан КАФ од 1963, односно ФИФА од 1964. године. Све до 1975. репрезентација је деловала под именом  Фудбалска репрезентација Дахомеја како се данашњи Бенин тада звао.
Репрезентација је позната под надимнком Les Écureuils (Веверице), националне боје су жута-црвена-зелена, а своје домаће утакмице тим игра на Стадиону пријатељства у Котонуу капацитета око 35.000 места. Најбољи пласман на ФИФа ранг листи репрезентација Бенина остварила је у априлу 2010. када је заузимала 59. место, док је најлошији пласман имала у периоду 1995−1996. када је заузимала 165. место.
Репрезентација Бенина се никада није квалификовала на Светско првенство, док су на континенталном Афричком купу нација учествовали укупно 3 пута и сваки пут такмичење завршили у групној фази.
Највише наступа за репрезентацију до сада је остварио нападач Стефан Сесењон, који је заједно са Разаком Омотојосијем уједно и најбољи стрелац тима са 21 постигнутим голом.

## Резултати

### Учешћа на Светским првенствима
Репрезентација Бенина укупно је 8. пута учествовала у квалификацијама за светска првенства, али никада нису успели да се квалификују за завршни турнир.
| ФИФА светско првенство | ФИФА светско првенство | ФИФА светско првенство | ФИФА светско првенство | ФИФА светско првенство | ФИФА светско првенство | ФИФА светско првенство | ФИФА светско првенство | ФИФА светско првенство |                               | Квалификације за светска првенства | Квалификације за светска првенства | Квалификације за светска првенства | Квалификације за светска првенства | Квалификације за светска првенства | Квалификације за светска првенства |
| Година                 | Коло                   | Пласман                | Ут                     | П                      | Н                      | И                      | Гол+                   | Гол-                   | Ут                            | П                                  | Н                                  | И                                  | Гол+                               | Гол-                               |                                    |
| ---------------------- | ---------------------- | ---------------------- | ---------------------- | ---------------------- | ---------------------- | ---------------------- | ---------------------- | ---------------------- | ----------------------------- | ---------------------------------- | ---------------------------------- | ---------------------------------- | ---------------------------------- | ---------------------------------- | ---------------------------------- |
| 1930−1970.             | Нису учествовали       | Нису учествовали       | Нису учествовали       | Нису учествовали       | Нису учествовали       | Нису учествовали       | Нису учествовали       | Нису учествовали       | Нису учествовали              | Нису учествовали                   | Нису учествовали                   | Нису учествовали                   | Нису учествовали                   | Нису учествовали                   |                                    |
| 1974.                  | Нису се квалификовали  | Нису се квалификовали  | Нису се квалификовали  | Нису се квалификовали  | Нису се квалификовали  | Нису се квалификовали  | Нису се квалификовали  | Нису се квалификовали  | 3                             | 0                                  | 0                                  | 3                                  | 1                                  | 10                                 |                                    |
| 1978−1982.             | Нису учествовали       | Нису учествовали       | Нису учествовали       | Нису учествовали       | Нису учествовали       | Нису учествовали       | Нису учествовали       | Нису учествовали       | Нису учествовали              | Нису учествовали                   | Нису учествовали                   | Нису учествовали                   | Нису учествовали                   | Нису учествовали                   |                                    |
| 1986.                  | Нису се квалификовали  | Нису се квалификовали  | Нису се квалификовали  | Нису се квалификовали  | Нису се квалификовали  | Нису се квалификовали  | Нису се квалификовали  | Нису се квалификовали  | 2                             | 0                                  | 0                                  | 2                                  | 0                                  | 6                                  |                                    |
| 1990.                  | Нису учествовали       | Нису учествовали       | Нису учествовали       | Нису учествовали       | Нису учествовали       | Нису учествовали       | Нису учествовали       | Нису учествовали       | Нису учествовали              | Нису учествовали                   | Нису учествовали                   | Нису учествовали                   | Нису учествовали                   | Нису учествовали                   |                                    |
| 1994.                  | Нису се квалификовали  | Нису се квалификовали  | Нису се квалификовали  | Нису се квалификовали  | Нису се квалификовали  | Нису се квалификовали  | Нису се квалификовали  | Нису се квалификовали  | 6                             | 1                                  | 0                                  | 5                                  | 3                                  | 19                                 |                                    |
| 1998.                  | Нису учествовали       | Нису учествовали       | Нису учествовали       | Нису учествовали       | Нису учествовали       | Нису учествовали       | Нису учествовали       | Нису учествовали       | Нису учествовали              | Нису учествовали                   | Нису учествовали                   | Нису учествовали                   | Нису учествовали                   | Нису учествовали                   |                                    |
| 2002.                  | Нису се квалификовали  | Нису се квалификовали  | Нису се квалификовали  | Нису се квалификовали  | Нису се квалификовали  | Нису се квалификовали  | Нису се квалификовали  | Нису се квалификовали  | 2                             | 0                                  | 1                                  | 1                                  | 1                                  | 2                                  |                                    |
| 2006.                  | Нису се квалификовали  | Нису се квалификовали  | Нису се квалификовали  | Нису се квалификовали  | Нису се квалификовали  | Нису се квалификовали  | Нису се квалификовали  | Нису се квалификовали  | 12                            | 2                                  | 3                                  | 7                                  | 13                                 | 26                                 |                                    |
| 2010.                  | Нису се квалификовали  | Нису се квалификовали  | Нису се квалификовали  | Нису се квалификовали  | Нису се квалификовали  | Нису се квалификовали  | Нису се квалификовали  | Нису се квалификовали  | 6                             | 3                                  | 1                                  | 2                                  | 6                                  | 6                                  |                                    |
| 2014.                  | Нису се квалификовали  | Нису се квалификовали  | Нису се квалификовали  | Нису се квалификовали  | Нису се квалификовали  | Нису се квалификовали  | Нису се квалификовали  | Нису се квалификовали  | 6                             | 2                                  | 2                                  | 2                                  | 8                                  | 9                                  |                                    |
| 2018.                  | Нису се квалификовали  | Нису се квалификовали  | Нису се квалификовали  | Нису се квалификовали  | Нису се квалификовали  | Нису се квалификовали  | Нису се квалификовали  | Нису се квалификовали  | 2                             | 1                                  | 0                                  | 1                                  | 2                                  | 3                                  |                                    |
| 2022.                  | Биће одлучено          | Биће одлучено          | Биће одлучено          | Биће одлучено          | Биће одлучено          | Биће одлучено          | Биће одлучено          | Биће одлучено          | Квалификације нису почеле     | Квалификације нису почеле          | Квалификације нису почеле          | Квалификације нису почеле          | Квалификације нису почеле          | Квалификације нису почеле          |                                    |
| 2026.                  | Биће одлучено          | Биће одлучено          | Биће одлучено          | Биће одлучено          | Биће одлучено          | Биће одлучено          | Биће одлучено          | Биће одлучено          | Квалификације још нису почеле | Квалификације још нису почеле      | Квалификације још нису почеле      | Квалификације још нису почеле      | Квалификације још нису почеле      | Квалификације још нису почеле      |                                    |
| Укупно                 | −                      | 0/21                   | −                      | −                      | −                      | −                      | −                      | −                      | 39                            | 9                                  | 7                                  | 23                                 | 34                                 | 81                                 |                                    |

### Афрички куп нација
| Успеси на Афричком купу нација | Успеси на Афричком купу нација | Успеси на Афричком купу нација | Успеси на Афричком купу нација | Успеси на Афричком купу нација | Успеси на Афричком купу нација | Успеси на Афричком купу нација | Успеси на Афричком купу нација | Успеси на Афричком купу нација |
| Година                         | Коло                           | Пласман                        | Ут                             | П                              | Н                              | И                              | Гол+                           | Гол-                           |
| ------------------------------ | ------------------------------ | ------------------------------ | ------------------------------ | ------------------------------ | ------------------------------ | ------------------------------ | ------------------------------ | ------------------------------ |
| 1962.                          | Нису учествовали               | Нису учествовали               | Нису учествовали               | Нису учествовали               | Нису учествовали               | Нису учествовали               | Нису учествовали               | Нису учествовали               |
| 1963.                          | Нису учествовали               | Нису учествовали               | Нису учествовали               | Нису учествовали               | Нису учествовали               | Нису учествовали               | Нису учествовали               | Нису учествовали               |
| 1965.                          | Нису учествовали               | Нису учествовали               | Нису учествовали               | Нису учествовали               | Нису учествовали               | Нису учествовали               | Нису учествовали               | Нису учествовали               |
| 1968.                          | Нису учествовали               | Нису учествовали               | Нису учествовали               | Нису учествовали               | Нису учествовали               | Нису учествовали               | Нису учествовали               | Нису учествовали               |
| 1970.                          | Нису учествовали               | Нису учествовали               | Нису учествовали               | Нису учествовали               | Нису учествовали               | Нису учествовали               | Нису учествовали               | Нису учествовали               |
| 1972.                          | Нису се квалификовали          | Нису се квалификовали          | Нису се квалификовали          | Нису се квалификовали          | Нису се квалификовали          | Нису се квалификовали          | Нису се квалификовали          | Нису се квалификовали          |
| 1974.                          | Одустали од наступа            | Одустали од наступа            | Одустали од наступа            | Одустали од наступа            | Одустали од наступа            | Одустали од наступа            | Одустали од наступа            | Одустали од наступа            |
| 1976.                          | Одустали од наступа            | Одустали од наступа            | Одустали од наступа            | Одустали од наступа            | Одустали од наступа            | Одустали од наступа            | Одустали од наступа            | Одустали од наступа            |
| 1978.                          | Нису учествовали               | Нису учествовали               | Нису учествовали               | Нису учествовали               | Нису учествовали               | Нису учествовали               | Нису учествовали               | Нису учествовали               |
| 1980.                          | Нису се пласирали              | Нису се пласирали              | Нису се пласирали              | Нису се пласирали              | Нису се пласирали              | Нису се пласирали              | Нису се пласирали              | Нису се пласирали              |
| 1982.                          | Нису учествовали               | Нису учествовали               | Нису учествовали               | Нису учествовали               | Нису учествовали               | Нису учествовали               | Нису учествовали               | Нису учествовали               |
| 1984.                          | Нису се пласирали              | Нису се пласирали              | Нису се пласирали              | Нису се пласирали              | Нису се пласирали              | Нису се пласирали              | Нису се пласирали              | Нису се пласирали              |
| 1986.                          | Нису се пласирали              | Нису се пласирали              | Нису се пласирали              | Нису се пласирали              | Нису се пласирали              | Нису се пласирали              | Нису се пласирали              | Нису се пласирали              |
| 1988.                          | Нису се пласирали              | Нису се пласирали              | Нису се пласирали              | Нису се пласирали              | Нису се пласирали              | Нису се пласирали              | Нису се пласирали              | Нису се пласирали              |
| 1990.                          | Нису се пласирали              | Нису се пласирали              | Нису се пласирали              | Нису се пласирали              | Нису се пласирали              | Нису се пласирали              | Нису се пласирали              | Нису се пласирали              |
| 1992.                          | Нису се пласирали              | Нису се пласирали              | Нису се пласирали              | Нису се пласирали              | Нису се пласирали              | Нису се пласирали              | Нису се пласирали              | Нису се пласирали              |
| 1994.                          | Нису се пласирали              | Нису се пласирали              | Нису се пласирали              | Нису се пласирали              | Нису се пласирали              | Нису се пласирали              | Нису се пласирали              | Нису се пласирали              |
| 1996.                          | Одустали од наступа            | Одустали од наступа            | Одустали од наступа            | Одустали од наступа            | Одустали од наступа            | Одустали од наступа            | Одустали од наступа            | Одустали од наступа            |
| 1998.                          | Нису се пласирали              | Нису се пласирали              | Нису се пласирали              | Нису се пласирали              | Нису се пласирали              | Нису се пласирали              | Нису се пласирали              | Нису се пласирали              |
| 2000.                          | Нису се пласирали              | Нису се пласирали              | Нису се пласирали              | Нису се пласирали              | Нису се пласирали              | Нису се пласирали              | Нису се пласирали              | Нису се пласирали              |
| 2002.                          | Нису се пласирали              | Нису се пласирали              | Нису се пласирали              | Нису се пласирали              | Нису се пласирали              | Нису се пласирали              | Нису се пласирали              | Нису се пласирали              |
| 2004.                          | Групна фаза                    | 16.                            | 3                              | 0                              | 0                              | 3                              | 1                              | 8                              |
| 2006.                          | Нису се пласирали              | Нису се пласирали              | Нису се пласирали              | Нису се пласирали              | Нису се пласирали              | Нису се пласирали              | Нису се пласирали              | Нису се пласирали              |
| 2008.                          | Групна фаза                    | 15.                            | 3                              | 0                              | 0                              | 3                              | 1                              | 7                              |
| 2010.                          | Групна фаза                    | 14.                            | 3                              | 0                              | 1                              | 2                              | 2                              | 5                              |
| 2012.                          | Нису се пласирали              | Нису се пласирали              | Нису се пласирали              | Нису се пласирали              | Нису се пласирали              | Нису се пласирали              | Нису се пласирали              | Нису се пласирали              |
| 2013.                          | Нису се пласирали              | Нису се пласирали              | Нису се пласирали              | Нису се пласирали              | Нису се пласирали              | Нису се пласирали              | Нису се пласирали              | Нису се пласирали              |
| 2015.                          | Нису се пласирали              | Нису се пласирали              | Нису се пласирали              | Нису се пласирали              | Нису се пласирали              | Нису се пласирали              | Нису се пласирали              | Нису се пласирали              |
| 2017.                          | Нису се пласирали              | Нису се пласирали              | Нису се пласирали              | Нису се пласирали              | Нису се пласирали              | Нису се пласирали              | Нису се пласирали              | Нису се пласирали              |
| 2019.                          | Биће одлучено                  | Биће одлучено                  | Биће одлучено                  | Биће одлучено                  | Биће одлучено                  | Биће одлучено                  | Биће одлучено                  | Биће одлучено                  |
| 2021.                          | Биће одлучено                  | Биће одлучено                  | Биће одлучено                  | Биће одлучено                  | Биће одлучено                  | Биће одлучено                  | Биће одлучено                  | Биће одлучено                  |
| 2023.                          | Биће одлучено                  | Биће одлучено                  | Биће одлучено                  | Биће одлучено                  | Биће одлучено                  | Биће одлучено                  | Биће одлучено                  | Биће одлучено                  |
| Укупно                         | групна фаза                    | 3/31                           | 9                              | 0                              | 1                              | 8                              | 4                              | 20                             |